# Distretto di Snina
Il distretto di Snina (okres Snina) è un distretto della regione di Prešov, nella Slovacchia orientale.
Fino al 1918, il distretto era parte della contea ungherese di Zemplín.

## Geografia antropica
Il distretto è composto da 1 città e 33 comuni:

### Città
- Snina

### Comuni
- Belá nad Cirochou
- Brezovec
- Čukalovce
- Dlhé nad Cirochou
- Dúbrava
- Hostovice
- Hrabová Roztoka
- Jalová
- Kalná Roztoka
- Klenová
- Kolbasov

- Kolonica
- Ladomirov
- Michajlov
- Nová Sedlica
- Osadné
- Parihuzovce
- Pčoliné
- Pichne
- Príslop
- Runina
- Ruská Volová

- Ruský Potok
- Stakčín
- Stakčínska Roztoka
- Strihovce
- Šmigovec
- Topoľa
- Ubľa
- Ulič
- Uličské Krivé
- Zboj
- Zemplínske Hámre